# Pont-la-Ville (Haute-Marne)
Pour les articles homonymes, voir Pont-la-Ville.
Pont-la-Ville est une commune française située dans le département de la Haute-Marne, en région Grand Est, dans l'ancienne région Champagne-Ardenne.

## Géographie
Pont-la-Ville est une commune rurale située dans l'ouest du département de la Haute-Marne, dans la vallée creusée par l'Aujon.
Le village se situe à 21 km de Chaumont, la préfecture, et à 6 km du chef-lieu cantonal, Châteauvillain. Il fait ainsi partie de l'aire d'attraction de Chaumont.

### Localisation
Communes les plus proches à vol d'oiseau:
- Essey-les-Ponts à 1,7 km
- Orges à 2,6 km
- Aizanville à 2,8 km
- Cirfontaines-en-Azois à 3,3 km
- Marmesse à 3,7 km

### Géologie et relief
Le village s'est installé sur la rive de l'Aujon. Ainsi, le village en lui-même est situé sur un terrain relativement plat, tandis que le territoire se caractérise par des collines atteignant parfois près de 350 m : 333 m pour Réprébard, 310 m pour la Haie Fèvre ou encore 344 m. Ce relief rend l'installation d'éoliennes propice, c'est d'ailleurs le cas sur le territoire de la commune voisine d'Essey-les-Ponts.
Les abords de l'Aujon sont beaucoup plus bas : 210 m pour les Rondets (près de la confluence entre l'Aujon et la Dhuy au nord) ou encore 214 m pour le Pré Marguillet (au sud du territoire du village).

### Paysage
Le paysage autour de Pont-la-Ville consiste en une vallée caractérisée par la présence de prés et de champs qui sont dominés par de hautes collines partiellement boisées. L'ouest du territoire du village est une sorte de plateau principalement couvert de champs et de bois.

### Hydrographie
La commune est dans la région hydrographique « la Seine de sa source au confluent de l'Oise (exclu) » au sein du bassin Seine-Normandie. Elle est drainée par l'Aujon, divers bras de l'Aujon, le Fossé 01 des Varennes, le Fossé 02 de Pré Bazire, le Fossé 02 des Varennes, la Dhuy, l'Aujoncet, le ruisseau de Fins et divers autres petits cours d'eau,.
L'Aujon traverse la commune dans sa partie est. D'une longueur de 68 km, il prend sa source dans la commune de Perrogney-les-Fontaines et se jette  dans l'Aube à Longchamp-sur-Aujon, après avoir traversé 17 communes. 
L'Aujoncet prend sa source sur le territoire du village et se jette plus au nord, dans la Dhuy, rivière qui marque la frontière avec le village voisin d'Orges.
À l'ouest, le ruisseau des Fins marque la frontière avec le village de Silvarouvres.
Les fossés des Varennes sont des cours d'eau au nord-est du village, qui partent se jeter dans l'Aujon. 

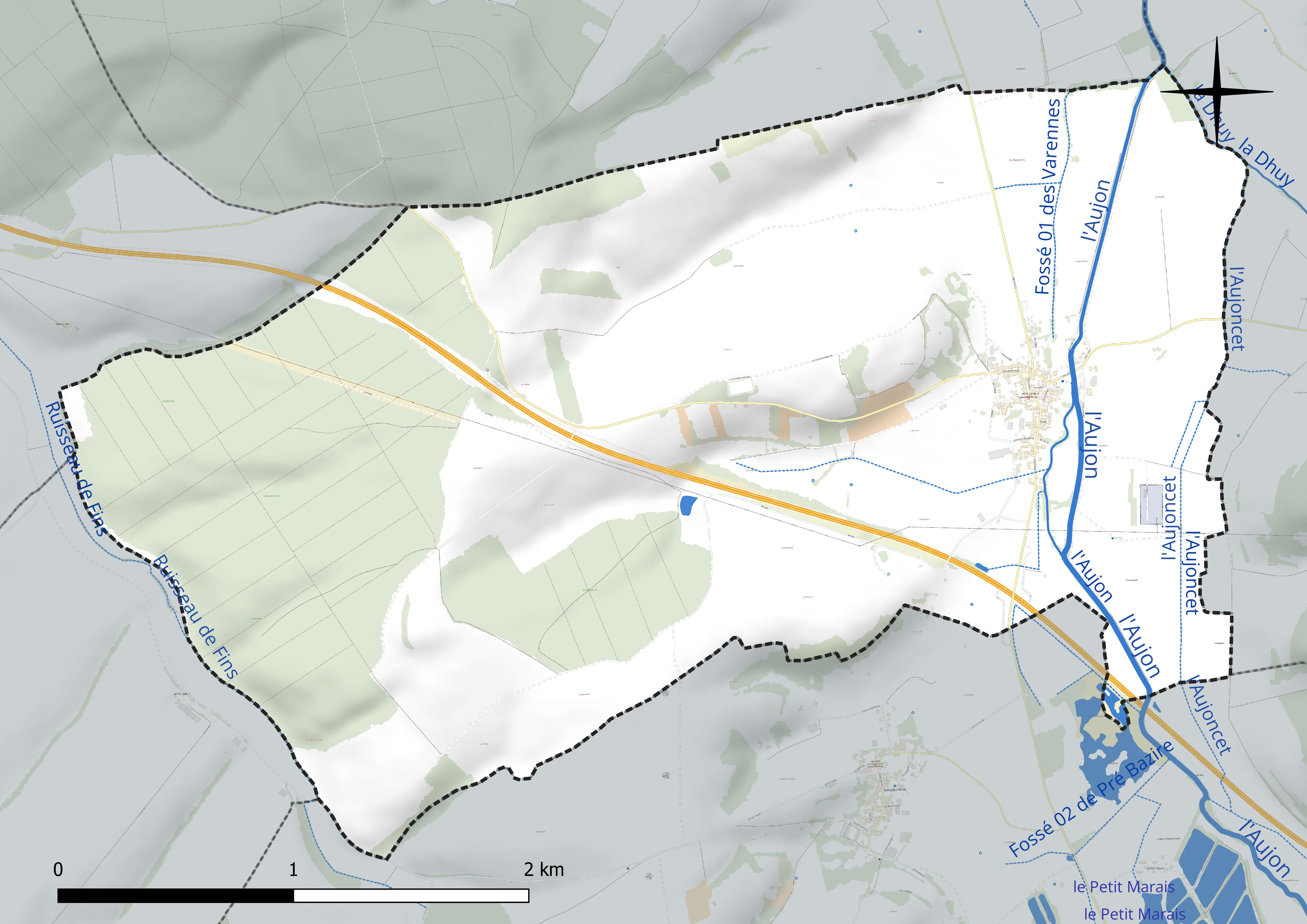
Réseau hydrographique de Pont-la-Ville.

### Climat
Pour des articles plus généraux, voir Climat du Grand Est et Climat de la Haute-Marne.
En 2010, le climat de la commune est de type climat des marges montargnardes, selon une étude du Centre national de la recherche scientifique s'appuyant sur une série de données couvrant la période 1971-2000. En 2020, Météo-France publie une typologie des climats de la France métropolitaine dans laquelle la commune est exposée à un climat océanique altéré et est dans la région climatique  Lorraine, plateau de Langres, Morvan, caractérisée par un hiver rude (1,5 °C), des vents modérés et des brouillards fréquents en automne et hiver. 
Pour la période 1971-2000, la température annuelle moyenne est de 10,3 °C, avec une amplitude thermique annuelle de 16,1 °C. Le cumul annuel moyen de précipitations est de 909 mm, avec 12,5 jours de précipitations en janvier et 8,7 jours en juillet. Pour la période 1991-2020, la température moyenne annuelle observée sur la station météorologique de Météo-France la plus proche, « Cunfin_sapc », sur la commune de Cunfin à 17 km à vol d'oiseau, est de 11,0 °C et le cumul annuel moyen de précipitations est de 900,4 mm. 
La température maximale relevée sur cette station est de 41 °C, atteinte le 31 juillet 1983 ; la température minimale est de −21 °C, atteinte le 17 janvier 1985,,. 
Les paramètres climatiques de la commune ont été estimés pour le milieu du siècle (2041-2070) selon différents scénarios d'émission de gaz à effet de serre à partir des nouvelles projections climatiques de référence DRIAS-2020. Ils sont consultables sur un site dédié publié par Météo-France en novembre 2022.

## Urbanisme

### Typologie
Au 1er janvier 2024, Pont-la-Ville est catégorisée commune rurale à habitat dispersé, selon la nouvelle grille communale de densité à sept niveaux définie par l'Insee en 2022.
Elle est située hors unité urbaine. Par ailleurs la commune fait partie de l'aire d'attraction de Chaumont, dont elle est une commune de la couronne,. Cette aire, qui regroupe 112 communes, est catégorisée dans les aires de 50 000 à moins de 200 000 habitants,.

### Occupation des sols
L'occupation des sols de la commune, telle qu'elle ressort de la base de données européenne d’occupation biophysique des sols Corine Land Cover (CLC), est marquée par l'importance des territoires agricoles (69,4 % en 2018), en augmentation par rapport à 1990 (66,7 %). La répartition détaillée en 2018 est la suivante : 
terres arables (61,8 %), forêts (27,5 %), prairies (4,4 %), zones agricoles hétérogènes (3,2 %), zones urbanisées (3,1 %). L'évolution de l’occupation des sols de la commune et de ses infrastructures peut être observée sur les différentes représentations cartographiques du territoire : la carte de Cassini (XVIIIe siècle), la carte d'état-major (1820-1866) et les cartes ou photos aériennes de l'IGN pour la période actuelle (1950 à aujourd'hui).

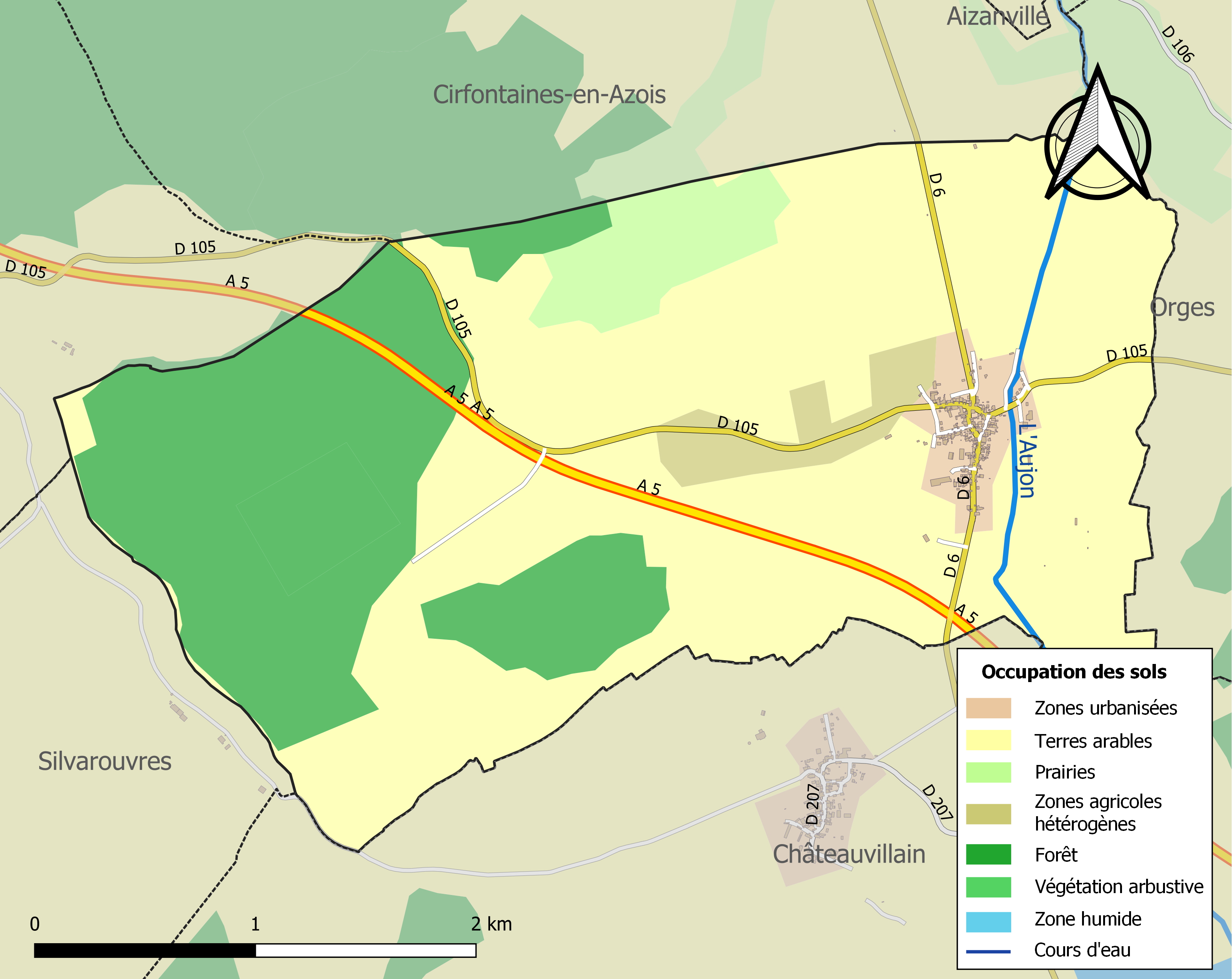
Carte des infrastructures et de l'occupation des sols de la commune en 2018 (CLC).

### Logement
Sur les 93 logements que comptait la commune de Pont-la-Ville, 12 étaient vacants et 24 des résidences secondaires ou logement occasionnels.
49,2% des Pontavillois ont emménagés le village il y a plus de 30 ans contre seulement 5,1% il y a moins de deux ans.

### Lieux-dits, hameaux et écarts
Selon l'ouvrage d'Émile Jolibois, La Haute-Marne ancienne et moderne, le village de Pont-la-Ville ne compte aucun écart autre que le moulin. Le bâtiment du moulin, sur l'Aujon, existe toujours. Il se situe sur la route en direction de Châteauvillain, légèrement à l'écart du village.

### Voie de communication et transport
Le village est traversé par la Route Départementale n°6 (D6) qui permet de rejoindre Cirfontaines-en-Azois au nord, ou Châteauvillain au sud. Il est aussi traversé par la Route Départementale n°105, qui permet de rejoindre Orges vers l'est et Laferté-sur-Aube vers l'ouest.
Le territoire du village est traversé d'ouest en sud par l'Autouroute A5.

## Toponymie
Pont-la-Ville est mentionné sous la forme Pons-Villa dans une charte datant de 1146.
Cependant, il est mentionné sous sa forme actuel sur les cartes de Cassini et d'état-major.

## Histoire
Pont-la-Ville profite certainement de l'essor de l'abbaye de Clairvaux, distante d'environ 10 kilomètres et fondée en 1115 par Saint Bernard. Le fief dépend durant le Moyen Âge de la châtellenie de Laferté-sur-Aube. À la fin du XIVe siècle, le village appartient à Guillaume de Châteauvillain, qui en aliène une partie en 1402 à son écuyer Guillaume de Beaufort à l'occasion du mariage de celui-ci avec Engothe de Chamelitte, en reconnaissance des bons services qu'il lui avait rendus,.

## Politique et administration
| Période                                  | Période  | Identité     | Étiquette | Qualité |
| ---------------------------------------- | -------- | ------------ | --------- | ------- |
| avant 1995                               | En cours | René Richard |           |         |
| Les données manquantes sont à compléter. |          |              |           |         |

### Élection
Voici les résultats de l'élection présidentielle de 2022:
| Candidat                    | % des voix | Voix |
| --------------------------- | ---------- | ---- |
| Emmanuel Macron (LREM)      | 23,66%     | 22   |
| Marine Le Pen (RN)          | 30,11%     | 28   |
| Jean-Luc Mélenchon (LFI)    | 18,28%     | 17   |
| Valérie Pécresse (LR)       | 15,05%     | 14   |
| Éric Zemmour (REC)          | 4,30%      | 4    |
| Yannick Jadot (EELV)        | 1,08%      | 1    |
| Jean Lassalle (RES)         | 3,23%      | 3    |
| Philippe Poutou (NPA)       | 1,08%      | 1    |
| Nathalie Arthaud (LO)       | 0%         | 0    |
| Anne Hidalgo (PS)           | 0%         | 0    |
| Fabien Roussel (PCF)        | 3,23%      | 3    |
| Nicolas Dupont-Aignan (DLF) | 0%         | 0    |

| Candidat               | % des voix | Voix |
| ---------------------- | ---------- | ---- |
| Emmanuel Macron (LREM) | 51,90%     | 41   |
| Marine Le Pen (RN)     | 488,10%    | 38   |

## Population et société

### Démographie

#### Évolution démographique
L'évolution du nombre d'habitants est connue à travers les recensements de la population effectués dans la commune depuis 1793. Pour les communes de moins de 10 000 habitants, une enquête de recensement portant sur toute la population est réalisée tous les cinq ans, les populations de référence des années intermédiaires étant quant à elles estimées par interpolation ou extrapolation. Pour la commune, le premier recensement exhaustif entrant dans le cadre du nouveau dispositif a été réalisé en 2008.

En 2022, la commune comptait 108 habitants, en évolution de −18,18 % par rapport à 2016 (Haute-Marne : −4,62 %, France hors Mayotte : +2,11 %).
| 1793 | 1800 | 1806 | 1821 | 1831 | 1836 | 1841 | 1846 | 1851 |
| ---- | ---- | ---- | ---- | ---- | ---- | ---- | ---- | ---- |
| 327  | 260  | 362  | 408  | 484  | 435  | 455  | 430  | 467  |

| 1856 | 1861 | 1866 | 1872 | 1876 | 1881 | 1886 | 1891 | 1896 |
| ---- | ---- | ---- | ---- | ---- | ---- | ---- | ---- | ---- |
| 381  | 426  | 431  | 402  | 377  | 356  | 348  | 313  | 297  |

| 1901 | 1906 | 1911 | 1921 | 1926 | 1931 | 1936 | 1946 | 1954 |
| ---- | ---- | ---- | ---- | ---- | ---- | ---- | ---- | ---- |
| 298  | 255  | 249  | 205  | 205  | 188  | 168  | 166  | 186  |

| 1962 | 1968 | 1975 | 1982 | 1990 | 1999 | 2006 | 2008 | 2013 |
| ---- | ---- | ---- | ---- | ---- | ---- | ---- | ---- | ---- |
| 198  | 215  | 177  | 185  | 168  | 140  | 147  | 149  | 147  |

| 2018 | 2022 | - | - | - | - | - | - | - |
| ---- | ---- | - | - | - | - | - | - | - |
| 108  | 108  | - | - | - | - | - | - | - |

## Culture locale et patrimoine

### Lieux et monuments
- L'église Notre-Dame de Pont-la-Ville (de l'Assomption)
- Le lavoir Ovale

### Personnalités liées à la commune
- Guillaume de Châteauvillain (1371-1439) fût seigneur de Pont-la-Ville

## Photos du village

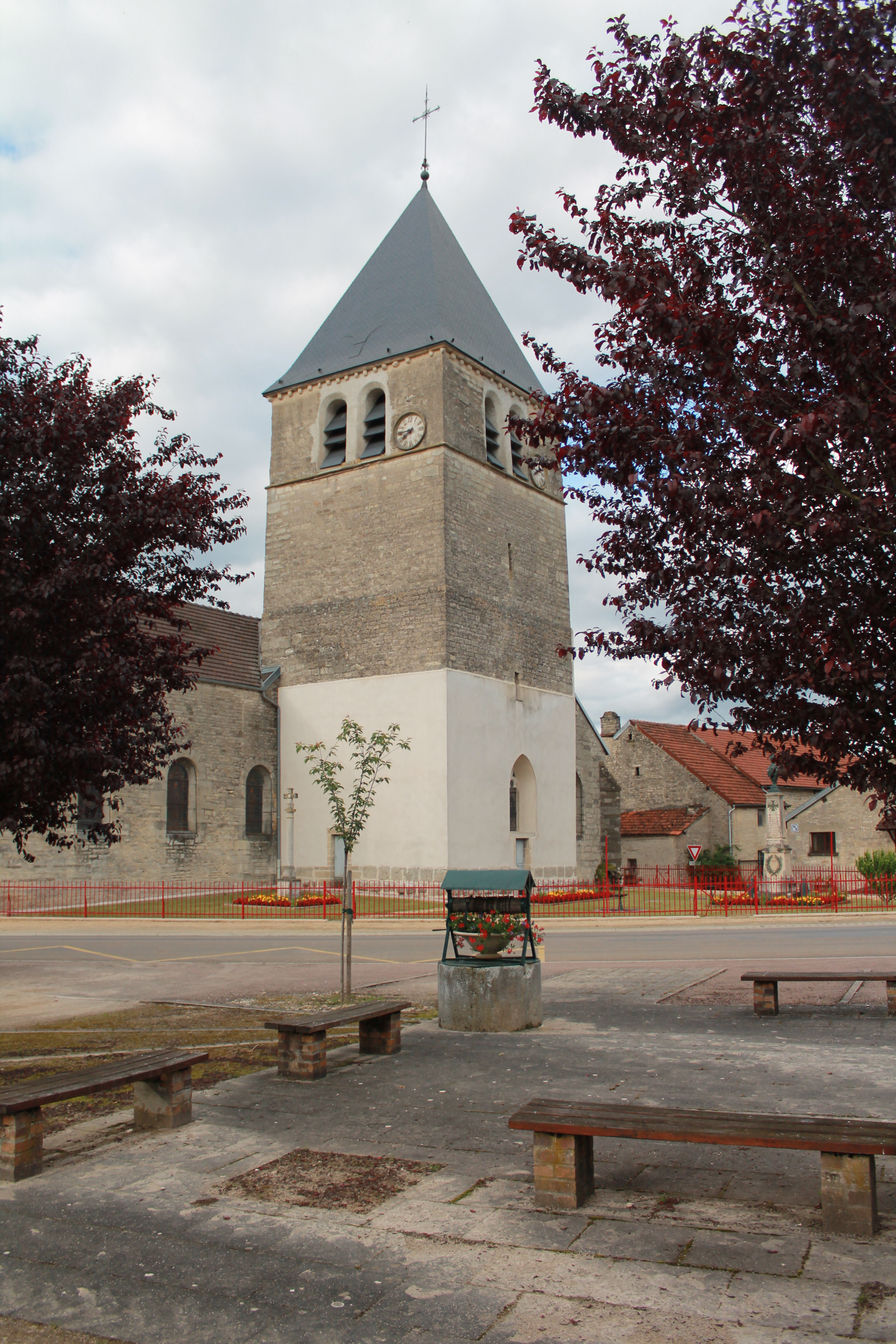
L'église Notre-Dame de l'Assomption
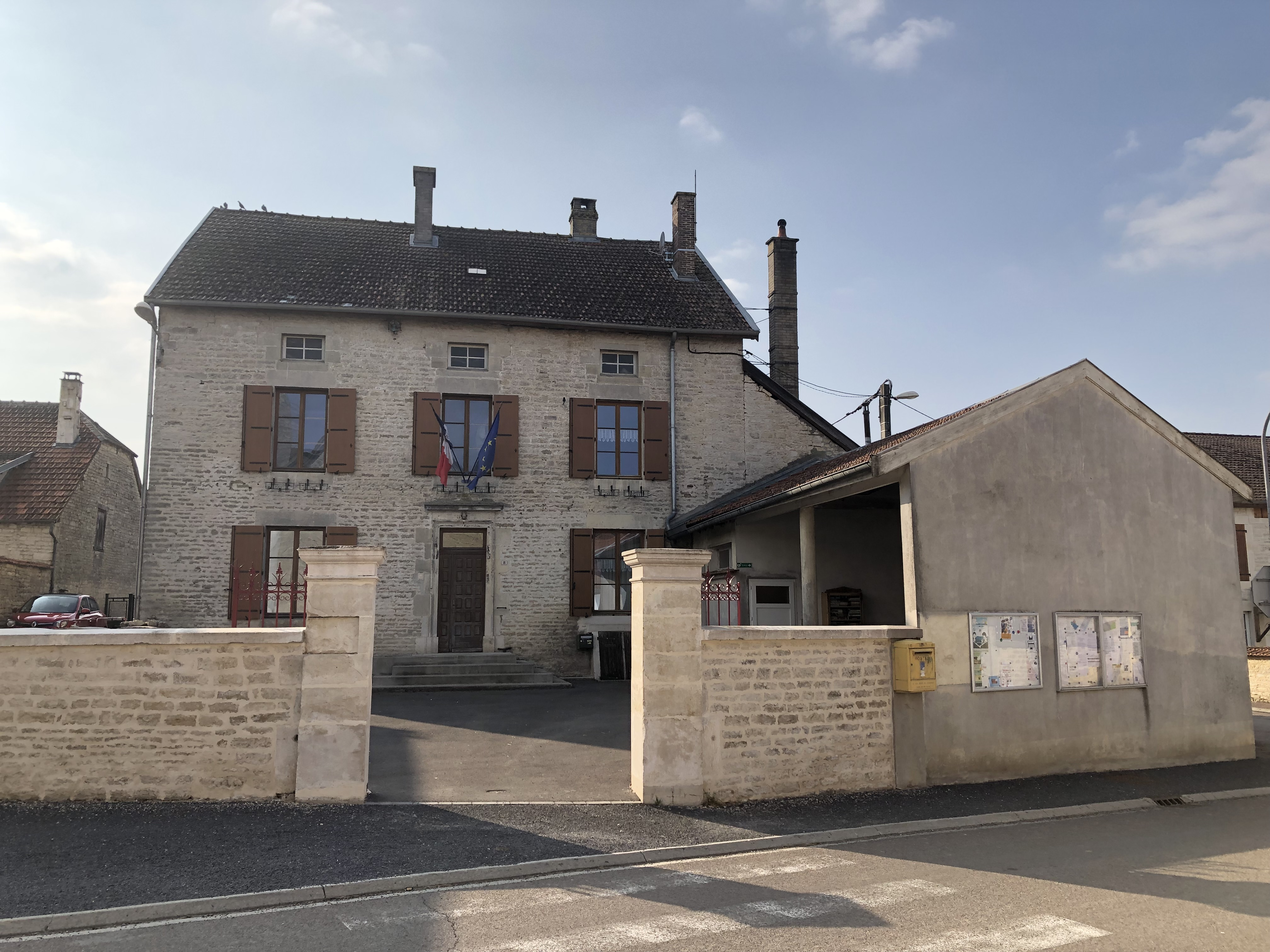
La Mairie
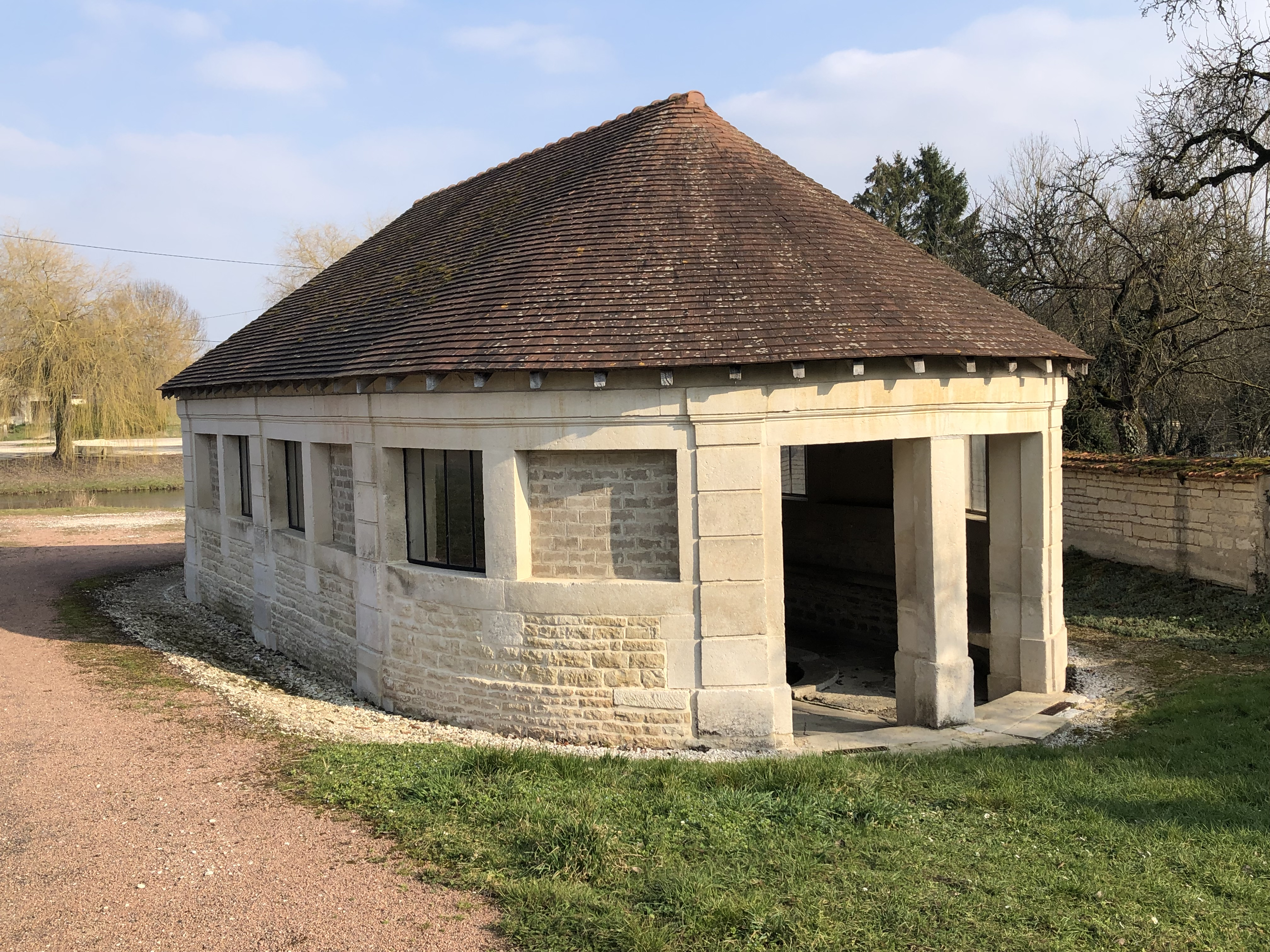
Le lavoir Ovale
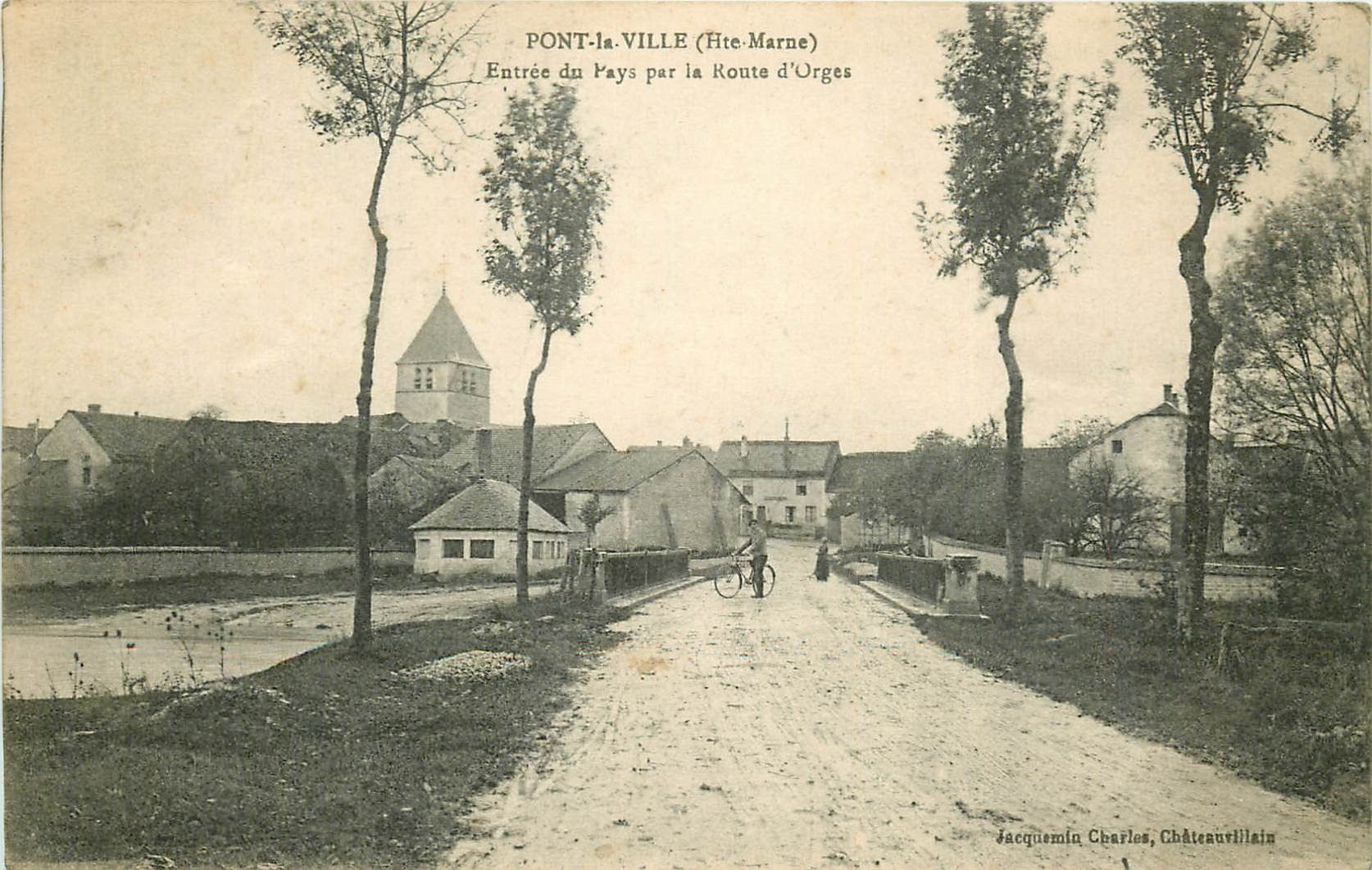
Carte postale du village vers 1910.
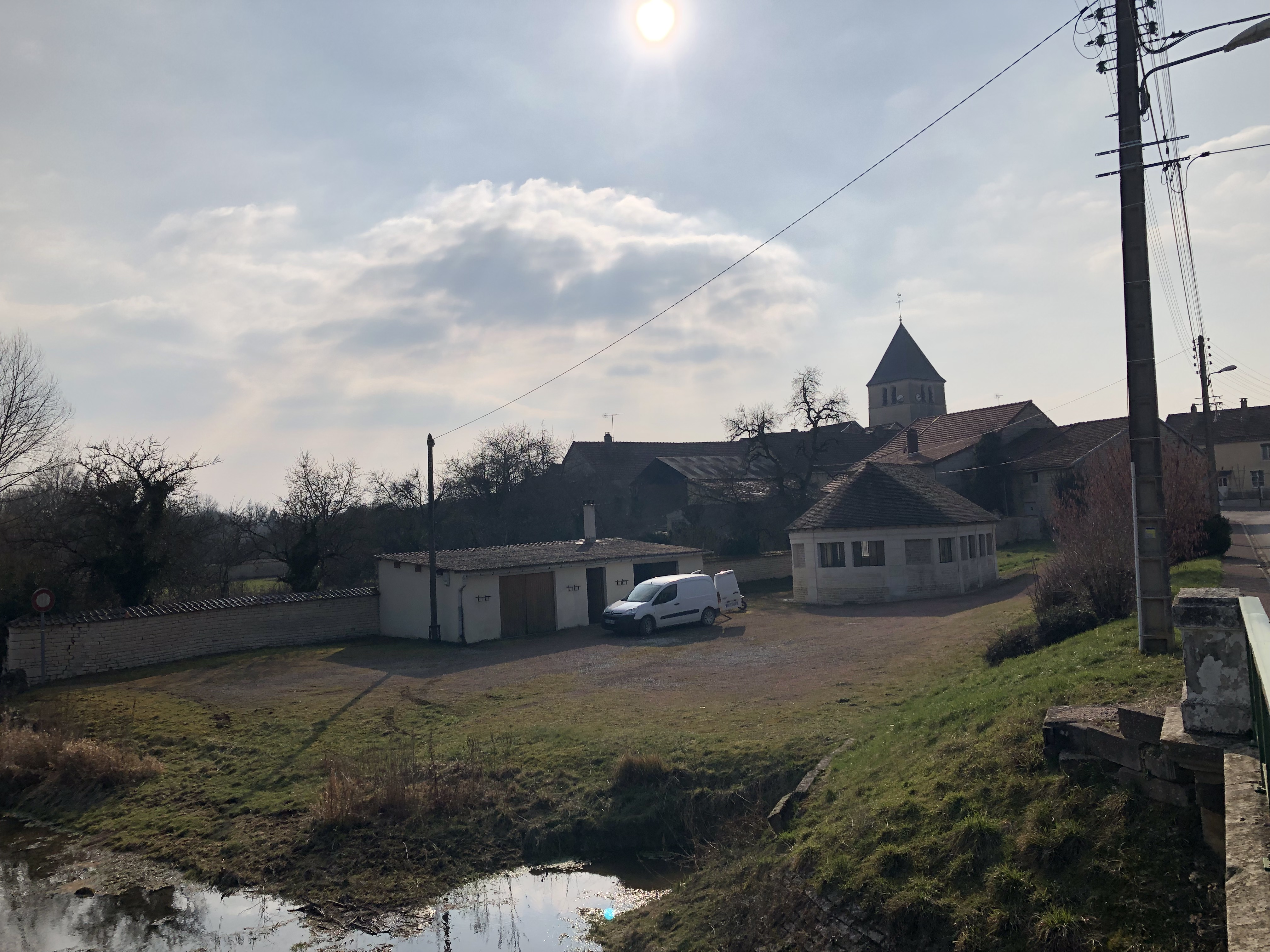
Le lavoir et l'église
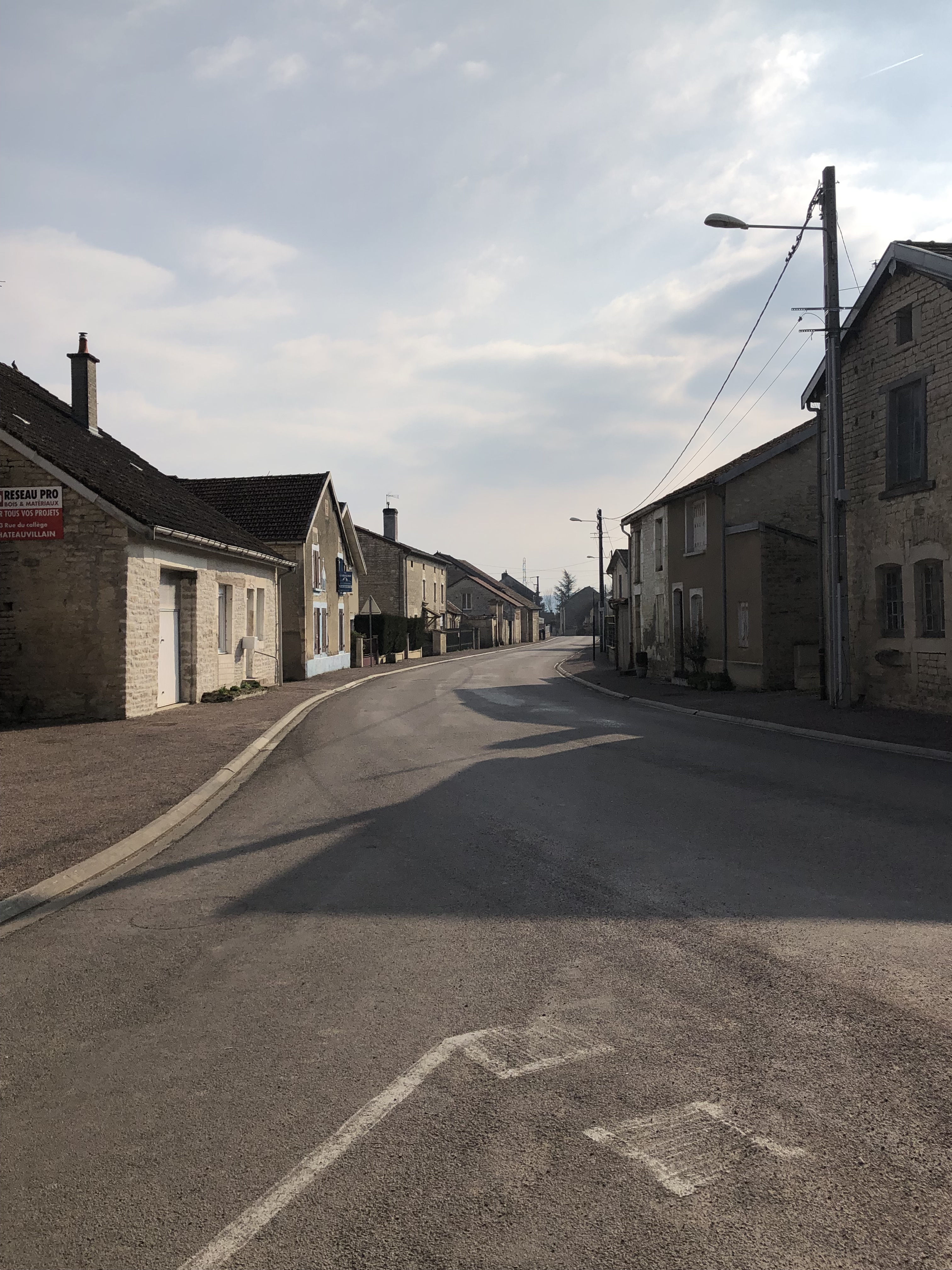
Rue du Moulin